# تلایومولکو د زونیگا
تلایومولکو (به اسپانیایی: Tlajomulco de Zuñiga) از شهرهای کشور مکزیک است که در ایالت خالیسکو قرار دارد و جمعیت آن طبق سرشماری سال ۲۰۱۰ میلادی ۴۱۶٬۶۲۶ نفر بوده است.